# Робърт Спрингър
Робърт Клайд „Боб“ Спрингър (на английски: Robert Clyde „Bob“ Springer) е американски тест пилот и астронавт на НАСА, участник в два космически полета. Герой от Виетнамската война с 550 бойни полета над вражеска територия.

## Образование
Робърт Спрингър завършва колеж в родния си град. През 1964 г. завършва Военноморската академия на САЩ в Анаполис, Мериленд. През 1978 г. завършва генералщабен колеж в Норфолк, Вирджиния.

## Военна служба
Робърт Спрингър постъпва на активна военна служба в USMC през 1966 г. През август същата година е зачислен в бойна ескадрила VMFA-513 на USMC, дислоцирана в южен Виетнам. Спрингър извършва 300 бойни полета на изтребител F-4 Фантом II. За кратко е прехвърлен като инструктор в Република Корея, но от юни 1968 г. отново е на театъра на бойните действия. Този път е командир на бойна ескадрила VMFA-115, оперираща с вертолети UH-1 Ирокез и леки разузнавателни самолети. В състава на тази ескадрила, Спрингър участва в още 250 бойни мисии. През 1972 г. частта му е предислоцирана на остров Окинава, Япония. През 1975 г. завършва школа за тест пилоти и участва в изпитанията на повече от 20 типа машини. През 1980 г., въпреки че е с чин полковник заема длъжността командващ генерал на въздушните войски на USMC в Атлантическия океан. В кариерата си има повече от 4500 полетни часа, от тях – 3500 часа на реактивни самолети.

## Служба в НАСА
На 29 май 1980 г., Робърт К. Спрингър е избран за астронавт от НАСА, Астронавтска група №9. През август 1981 г. завършва успешно курса за подготовка. Първото си назначение получава в началото на програмата Спейс шатъл, когато е включен в поддържащия екипаж на мисията STS-3. През 1984 – 1985 г. е CAPCOM офицер в седем мисии на космическата совалка. Участник е в два космически полета и има 237 часа в космоса.

### Космически полети
| Космически полети на Робърт Клайд Спрингър                        | Космически полети на Робърт Клайд Спрингър | Космически полети на Робърт Клайд Спрингър | Космически полети на Робърт Клайд Спрингър | Космически полети на Робърт Клайд Спрингър | Космически полети на Робърт Клайд Спрингър | Космически полети на Робърт Клайд Спрингър |
| №                                                                 | Дата                                       | КК                                         | Емблема на мисията                         | Функции                                    | Продължителност                            |                                            |
| ----------------------------------------------------------------- | ------------------------------------------ | ------------------------------------------ | ------------------------------------------ | ------------------------------------------ | ------------------------------------------ | ------------------------------------------ |
| 1                                                                 | 13 март 1989                               | „Дискавъри“, мисия STS-29                  |                                            | Специалист на мисията                      | 4 денонощия 23 часа 38 мин. 52 сек.        |                                            |
| 2                                                                 | 15 ноември 1990                            | „Атлантис“, мисия STS-38                   |                                            | Специалист на мисията                      | 4 денонощия 21 часа 54 мин. 31 сек.        |                                            |
| Сумарно време в космоса – 9 денонощия 21 часа 32 минути и 23 сек. |                                            |                                            |                                            |                                            |                                            |                                            |

## Награди
- Летателен кръст за заслуги;
- Бронзова звезда;
- Въздушен медал (21);
- Медал за похвала на USMC;
- Медал за постижения на USMC;
- Медал за участие в бойни действия;
- Президентски знак за заслуги;
- Знак на USN за заслуги;
- Медал на НАСА за участие в космически полет (2).